# ワン・ザハルルニザム・ザカリア
ワン・ザハルルニザム・ザカリア（マレー語: Wan Zaharulnizam Zakaria、1991年5月8日 - ）は、マレーシアのサッカー選手。マレーシア代表。ポジションはMF。かつてFC琉球のトライアルに参加したことのある選手である。

## クラブ歴
地元のケランタンFAの下部組織から2010年にハリマウ・ムダBに移籍、2011年にハリマウ・ムダAへと昇格した。

### FC琉球トライアル
ロンドンオリンピック予選で日本代表と対戦して日本でも注目された彼は、2012年3月にチームメイトのワンザック・ハイカル・ビン・ワンノルと共にFC琉球のトライアルを受ける事が発表された。7月に2週間のトライアルを行った。
2013年3月にワンザックは2年契約を公式に提示されたものの、彼は契約を提示されなかった。彼の代わりにナジール・ナイム・ビン・チェ・ハシムが契約を勝ち取った。

### ケランタンFA
その後、マレーシアに戻りケランタンFAに2年契約で加入した。

### パハンFA
2016年12月、パハンFAに移籍した。

## 代表歴
2011年10月7日に行われたオーストラリア代表との親善試合で代表初出場を果たしたものの、5-0で完敗した。
U-23代表としてはロンドンオリンピック予選に参加した他、2011年東南アジア競技大会にも参加した。

## タイトル

### クラブ
ケランタンFA
- ピアラFAマレーシア

準優勝: 2015

### 代表
U-21
- タインニエンカップ: 2012

U-23
- 東南アジア競技大会サッカー競技: 2011
- ムルデカ大会: 2013

### 個人
- マレーシアサッカー協会月間最優秀選手: 2015年5月